# Vespa bicolor
Vespa bicolor ist eine Art aus der Gattung der Hornissen (Vespa) mit Verbreitung in Ostasien. Die Art wurde nach Spanien eingeschleppt.

## Merkmale
Arbeiterinnen von Vespa bicolor erreichen eine Körperlänge von 13 bis 16 Millimeter. Königinnen sind 17 bis 20 Millimeter lang, Männchen 13 bis 14 Millimeter. Damit gehört sie zu den kleinsten Arten der Gattung Vespa.
Die Art kann normalerweise von verwandten Arten anhand von Färbungsmerkmalen unterschieden werden. Die Grundfarbe der Tiere, unter Einschluss des freien Hinterleibs (Gaster) und der Beine, ist gelb, meist leuchtend gelb, gelegentlich zu bräunlichgelb abgewandelt. Die Oberseite der Beine und die Antennen sind dunkler, eine, niemals sehr ausgedehnte, dunkle Zeichnung auf einigen Hinterleibstergiten kann vorhanden sein, etwa ein dunkles apikales Band auf dem ersten und zweiten Tergiten. Der gesamte Körper ist zudem unauffällig kurz abstehend dunkel behaart. Am Rumpfabschnitt (Mesosoma) sind das (Meso-)Scutellum und das Metanotum gelb gefärbt, meist mit schwarzer Mittellinie. Bei Ansicht von oben ist die Rückenplatte (anatomisch das Mesoscutum) abstechend schwarz gefärbt. Am Kopf ist der Scheitel (Vertex), also die Oberseite des Hinterhaupts, immer rein schwarz.
Tiere aus dem Osten und dem Westen des Verbreitungsgebiets zeigen etwas unterschiedliche Färbung. Tiere aus dem Westen sind insgesamt etwas dunkler, mit dunklen Linien an den Rändern des Postscutellum, einem y-förmigen Abzeichen an der Grenze zwischen Postscutellum und Propodeum und einer dunklen Linie an den Seiten des Rumpfabschnitts, zwischen Mesopleuron und Metapleuron. Insbesondere die dunkle Linie in der Mitte des Scutellum ist immer deutlich breiter. Diese Farbmorphe wurde als Unterart Vespa bicolor citriventris (Buysson, 1905) unterschieden, wahrscheinlich handelt es sich aber nur um eine Farbvariante ohne taxonomischen Wert.
Für eine genaue morphologische Bestimmung sind weitere Merkmale heranzuziehen. Wie alle Arten der Vespa bicolor-Artengruppe ist bei Weibchen und Arbeiterinnen der pretegulare Kiel (eine Kante an den Seiten des Pronotum unmittelbar vor den Tegulae) lang und vollständig, nicht verkürzt, sowie der Pronotumkiel (nahe der Vorderkante) durch ein deutliches Grübchen in der Mitte unterbrochen. Die Punktur der basalen und zentralen Abschnitte des Kopfschilds (Clypeus) ist fein, der Punktdurchmesser kleiner als der Abstand zwischen den Punkten. Bei den Männchen ist zudem der apikale (hintere) Rand des sechsten und siebten Hinterleibs-Sternits halbkreisförmig ausgeschnitten. Der Vorderrand des Clypeus trägt kein Zähnchen, die Ocellen sind relativ groß, ihr Abstand zueinander ist etwa so lang wie der Abstand der Ocellen zum Vertex.

## Biologie und Lebensweise
Die Art baut, wie typisch für Hornissen, Papiernester aus einer papierartigen Substanz, die aus zerkauten Holzfasern hergestellt wird. Die Nester liegen entweder in Höhlen oder auch frei, nicht in Höhlungen eingeschlossen, aber meist in etwas geschützter Lage, etwa unter Dächern oder Überhängen, sie können auch zwischen den Halmen in dichtem Grasland angelegt werden. Auch unterirdisch angelegte Nester können vorkommen. Das vollständig von der Nesthülle eingeschlossene Nest ist rundlich, mit seitlich liegendem Eingang. Die Nistperiode ist mit neun Monaten (angegeben für Hongkong) ungewöhnlich lang. In Fujian (China) verlassen die Jungköniginnen ihr Winterquartier Mitte Mai, die Nester bestehen hier bis in den Dezember. In der Ernährung sind die Tiere Generalisten. Imagines sind manchmal Blütenbesucher und werden auch an Früchten angetroffen. Ihre Larven ernähren sie mit erbeuteten oder aufgefundenen toten Gliederfüßern, sie nehmen auch tierisches Aas an. Die Art ist auch dafür bekannt, Honigbienen zu erbeuten.

### Funktion als Bestäuber
Die Orchidee Dendrobium sinense kommt nur auf der chinesischen Insel Hainan vor. Die Orchidee produziert eine Substanz, die das Alarmpheromon der Honigbiene nachahmt und dadurch Vespa bicolor anzieht, die hier vergeblich mögliche Beutetiere sucht und dabei die Orchidee bestäubt.

## Verbreitung
Vespa bicolor ist verbreitet in Indien (im Himalaya und den östlichen Bundesstaaten Arunachal Pradesh, Assam, Manipur, Meghalaya, Sikkim, Uttarakhand, West Bengal), in Nepal, Bhutan, China, Myanmar, Thailand, Kambodscha und Vietnam. Lokal ist sie sehr häufig, in Hongkong die häufigste Hornissenart. Alte Angaben auch für Japan wurden später nie bestätigt und sind zweifelhaft.
Die Art wurde 2003 auf die Insel Taiwan und 2013 nach Spanien neu eingeschleppt. Beide Einschleppungen gehen vermutlich jeweils auf eine einzige befruchtete Königin zurück. Ein weiterer Einzelfund in den Vereinigten Arabischen Emiraten 2023 liegt vor, wobei noch unklar ist, ob die Art auch angesiedelt wurde.
In Taiwan wurde die Art 2003 an einem Bienenstand in Taichung zuerst gefunden. 2011 waren sie von hier schon weiter in angrenzende Landstriche vorgedrungen. Eine Nachuntersuchung 2021 ergab, dass die Art mittlerweile in drei Regionen im Norden und Westen der Insel fest eingebürgert ist. Sie kann hier längerfristig vermutlich die ganze Insel, mit Ausnahme des gebirgigen Südostens, besiedeln. In Spanien wurde die Art 2013 in der Provinz Málaga im Süden zuerst beobachtet, sie kam auch 2017 und 2018 noch hier vor, so dass von einem etablierten Vorkommen auszugehen ist. Ähnlich wie in Taiwan kamen auch hier unterirdische Nester vor.

## Beziehung zum Menschen
Tiere der Art gelten als eher friedfertig und für den Menschen recht harmlos. Die Larven und Puppen werden in Teilen Chinas und die Larven in Indien gegessen. Ähnlich wie die nach Europa eingeschleppte Asiatische Hornisse (Vespa velutina Lepeletier, 1836) können sich die Tiere auf von Imkern gehaltene Honigbienen als Nahrung spezialisieren und so Schäden anrichten.

## Phylogenie und Systematik
Vespa bicolor wurde schon 1787 durch den Entomologen Johan Christian Fabricius unter ihrem heutigen Namen nach Tieren aus „China“ (kein Ort genannt) erstbeschrieben, das heißt, sie ist immer in der Gattung Vespa verblieben, in die sie schon bei der Erstbeschreibung eingeordnet wurde. Ein Synonym ist Vespa lutea Coquebert, 1804, auch Vespa auraria var. citriventris du Buysson, 1905, die von einigen Autoren zeitweise als Unterart von Vespa bicolor betrachtet wurde, wurde mit der typischen Form synonymisiert.
Gemeinsam mit den Arten Vespa simillima Smith, 1868, Asiatische Hornisse (Vespa velutina Lepeletier, 1836) und Vespa vivax Smith, 1890 bildet sie innerhalb der Gattung Vespa die Vespa bicolor-Artengruppe (die früher ebenfalls zugeordnete  Vespa auraria Smith, 1852 gilt heute als Synonym zu Vespa velutina nigrithorax). Die Zusammengehörigkeit der bicolor-Artengruppe wurde in einer molekularen Arbeit bestätigt, nächstverwandt sind zudem Vespa multimaculata Pérez, 1910 und Vespa bellicosa Saussure, 1854.